# Stångskärs naturreservat
Stångskärs naturreservat är ett naturreservat i Norrtälje kommun i Stockholms län.
Området är naturskyddat sedan 1974 och är 32 hektar stort. Reservatet omfattar Stångskär, Stångskärskobbarna och Tjärören i  Södra Spjutstensfjärden. Reservatet består av klippor och hällmark med få låga träd.